# فرقة الأخوات (كتاب)
فرقة الأخوات: نساء أمريكيات في الحرب على العراق هو كتاب صدر عام 2007 من تأليف كيرستن هولمستيدت عن حرب العراق والنساء في الجيش مع مقدمة كتبها تامي داكويرث. يقدم الكتاب اثنتي عشرة قصة لنساء أمريكيات على الخطوط الأمامية، بما في ذلك أول طيارة أمريكية تسقط طائرتها وتنجو، وأول طيارة قتالية سوداء في الجيش الأمريك، ومدفعجية تبلغ من العمر 21 عامًا تدافع عن قافلة الأمنية، وشرطيتان عسكريتان في المعركة، وممرضة تكافح من أجل إنقاذ الأرواح.
وتزعم هولمستيد أن النساء بحاجة إلى حماية أكبر من مضايقات وإساءات زملائهن الجنود، لكنهن قويات مثل الرجال ويجب منحهن أدوارًا قتالية كاملة.

## مؤلف

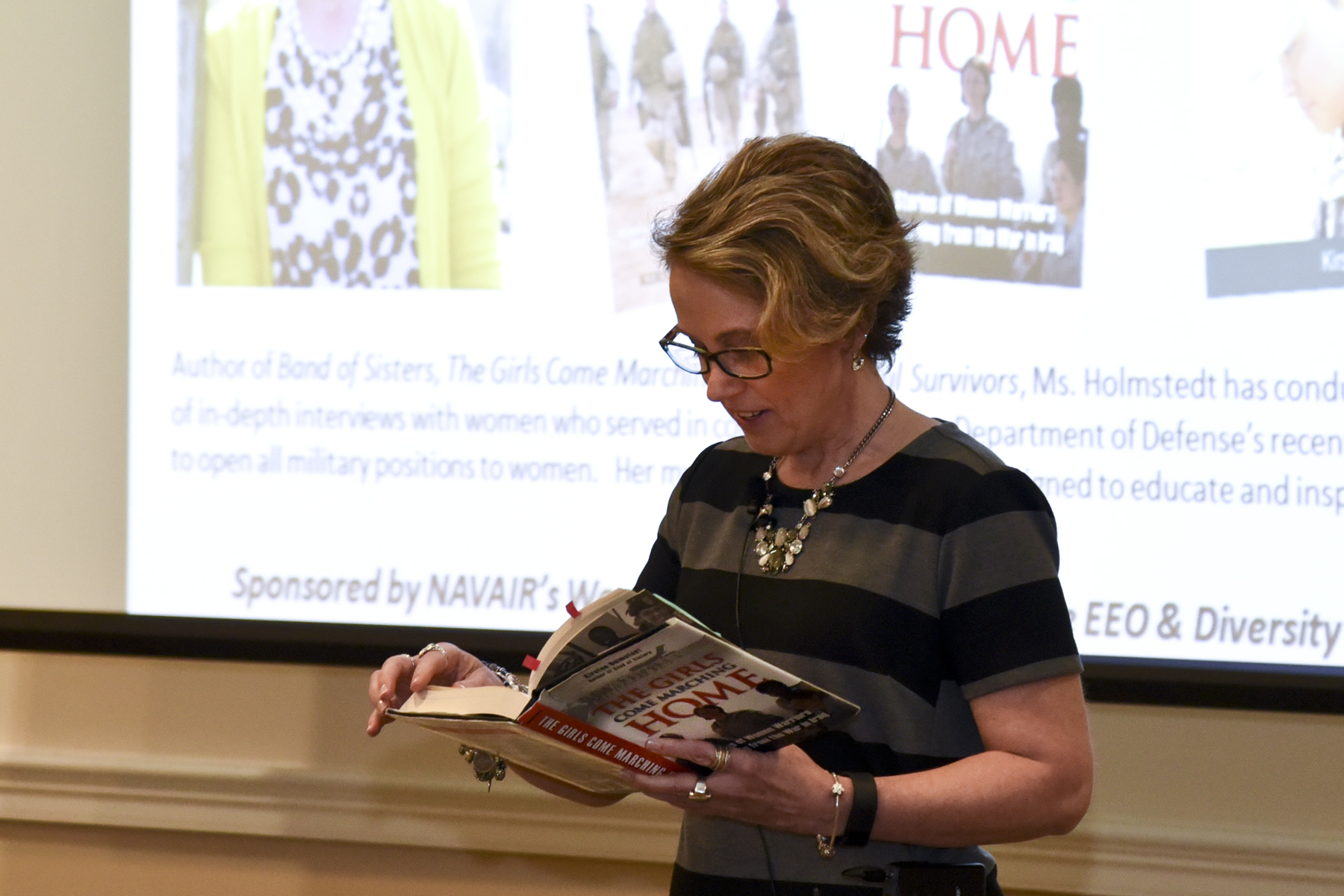
كيرستن هولمستيدت في عام 2016

كيرستن هولمستيدت صحفية تكتب عن الجيش.

## الجوائز والتقدير
- حائز على جائزة الريشة الذهبية لجمعية المؤلفين الأمريكيين لعام 2007
- حائز على جائزة مؤسسي جمعية الكتاب العسكريين الأمريكية لعام 2007.[7]